# Recycler
Recycler ist das zehnte Studioalbum der US-amerikanischen Bluesrock-Band ZZ Top. Es erschien im März 1990 bei Warner Bros. Records und avancierte zum Millionenseller.

## Entstehung
Mit dem Album wandte sich die Band von den elektronischen Einflüssen auf Eliminator und Afterburner ab und kehrte zurück zum Bluesrock der 1970er-Jahre. Die Stücke entstanden während verschiedener Jamsessions, welche die Band mit dem im Studio vorhandenen Equipment spielte, weil ihre eigene Technik noch nicht angeliefert worden war. Als Ergebnis dieser Sessions entstanden die bluesigsten Stücke seit langem. Der Albumtitel „Recycler“ ist eine Anspielung auf das Interesse der Bandmitglieder am Wiederaufbau von Oldtimern. Erstmals bezog die Band Stellung zum Umweltschutz, indem sie auf dem Album vermerkten, dass nur noch 10 Jahre Zeit seien, den Planeten zu retten. Dies geht auf den Schlagzeuger Frank Beard zurück, der seinen zu dem Zeitpunkt fünf Jahre alten Zwillingssöhnen auch in Zukunft einen Platz zum Leben bieten wollte. Nach diesem Album begann der kommerzielle Erfolg der Band nachzulassen. Der Sänger und Gitarrist Billy Gibbons meinte dazu in einem Interview 2005, dass das Musikgeschäft ein ständiges Auf und Ab sei und dass es ihm wichtiger sei, Musik zu machen und auf Tournee zu gehen.

## Titelliste
1. Concrete and Steel – 3:45
2. Lovething – 3:20
3. Penthouse Eyes – 3:49
4. Tell It – 4:39
5. My Head’s in Mississippi – 4:25
6. Decision or Collision – 3:59
7. Give It Up – 3:24
8. 2000 Blues – 4:37
9. Burger Man – 3:18
10. Doubleback – 3:53

Alle Titel wurden von der Band gemeinschaftlich geschrieben.

## Rezensionen
Stephen Thomas Erlewine von Allmusic äußerte sein Unverständnis darüber, dass die Band fünf Jahre nach „Afterburner“ den mit diesem Album eingeschlagenen Weg weiterverfolgt. Die Beats seien kraftlos und die Gitarrenlicks verdienten die Bezeichnung Riff nicht. Er beklagt zudem, dass die Band sich der Ironie des Albumtitels nicht bewusst sei (recycler bezeichnet im amerikanischen Englisch einen Wiederverwerter).
Dagegen lobte John Swenson vom Magazin Rolling Stone in seinem zeitgenössischen Review die Abkehr vom Synthesizer-Sound der vorangegangenen Alben und bezeichnete es als „technische Meisterleistung“, das „um die außergewöhnliche Vielfalt von Gibbons Gitarrentexturen konstruiert“ sei.
Uwe Deese vom Rock Hard sieht das Album als Querschnitt der Schaffensperiode von 1972 bis 1985. Die Band glänze mit bluesigen Stücken wie My Head’s in Mississippi, langweile aber auch mit „discokompatiblen“ Titeln wie Give It Up und Doubleback.

## Kommerzieller Erfolg

### Chartplatzierungen
| ChartsChartplatzierungen       | Höchstplatzierung | Wochen |
| ------------------------------ | ----------------- | ------ |
| Deutschland (GfK)              | 4 (44 Wo.)        | 44     |
| Österreich (Ö3)                | 15 (8 Wo.)        | 8      |
| Schweiz (IFPI)                 | 1 (26 Wo.)        | 26     |
| Vereinigte Staaten (Billboard) | 6 (37 Wo.)        | 37     |
| Vereinigtes Königreich (OCC)   | 8 (7 Wo.)         | 7      |

| ChartsJahrescharts (1991) | Platzierung |
| ------------------------- | ----------- |
| Deutschland (GfK)         | 36          |
| Schweiz (IFPI)            | 24          |

### Auszeichnungen für Musikverkäufe
| Land/Region                  | Auszeichnungen für Musikverkäufe (Land/Region, Auszeichnung, Verkäufe) | Verkäufe  |
| ---------------------------- | ---------------------------------------------------------------------- | --------- |
| Deutschland (BVMI)           | Platin                                                                 | 500.000   |
| Finnland (IFPI)              | Platin                                                                 | 65.520    |
| Frankreich (SNEP)            | 2× Gold                                                                | 200.000   |
| Kanada (MC)                  | Platin                                                                 | 100.000   |
| Neuseeland (RMNZ)            | Gold                                                                   | 10.000    |
| Schweden (IFPI)              | Platin                                                                 | 100.000   |
| Schweiz (IFPI)               | Platin                                                                 | 50.000    |
| Vereinigte Staaten (RIAA)    | Platin                                                                 | 1.000.000 |
| Vereinigtes Königreich (BPI) | Silber                                                                 | 60.000    |
| Insgesamt                    | 1× Silber · 3× Gold · 6× Platin ·                                      | 2.085.520 |

Hauptartikel: ZZ Top/Auszeichnungen für Musikverkäufe